# Olaszliszka
Olaszliszka je obec v okrese Sárospatak v župě Borsod-Abaúj-Zemplén v severovýchodním Maďarsku. Leží při pravém břehu řeky Bodrog v blízkosti Tokajské vinařské oblasti asi 57 kilometrů na východ od města Miskolc. Obec má vlastní mateřskou i základní školu a knihovnu.

## Historie
První písemná zmínka o tomto sídle pochází z roku 1239, kdy se objevilo v dopisu maďarského krále Bély IV. V roce 1320 získalo pod názvem Liszka Olaszi právo pořádat svobodný trh, a to z vůle tehdejšího krále Karla Roberta. Roku 1466 bylo králem Mátyásem povýšeno na královské město s právem tří svobodných trhů ročně.
Podpisem tzv. Vídeňského míru roku 1606 se sídlo dostalo pod vládu knížete Štěpána Bočkaje.
Dne 5. prosince 1805 zde byla přes noc uschována maďarská Svatoštěpánská koruna, při cestě císaře Napoleona z Prešpurku do Mukačeva.
Poprvé v roce 1831, a podruhé roku 1871 se zde vyskytla cholera.
V průběhu maďarské revoluce a boje za svobodu a nezávislost tudy dne 4. října 1848 prošlo vojsko zemplénských dobrovolníků, ke kterému se hojně připojili i zdejší dobrovolníci.

### 21. století
V roce 2006 se obec stala mezinárodně známou, jako místo násilné události ze dne 15. října, známé jako Lynčování v obci Olaszliszka (Olaszliszkai lincselés), při kterém skupina místních Romů ubila k smrti učitele Lajose Szögiho před zraky jeho dvou nezletilých dcer. Na místě stojí od roku 2006 pomník. Z rozhodnutí místní samosprávy se 15. říjen stal obecním dnem smutku, kdy se koná vzpomínkový akt a na veřejných budovách vlají černé vlajky.

## Pamětihodnosti

### Náboženské stavby
- Gotický římskokatolický kostel Panny Marie z roku 1332 přestavěný v 19. století do barokní formy.[2]
- Protestantský kostel postavený mezi lety 1784 a 1787.
- Synagoga

### Ostatní
- Dům Lajose Kossutha
- Budova „Traktér“, původně klášter, později poštovní úřad a hostinec.[2]
- Kamenný most
- Mezinárodní park soch
- Pomník Lajose Szögiho

## Doprava
Obcí prochází železniční trať MÁV číslo 80. (Budapest–Hatvan–Miskolc–Szerencs–Sátoraljaújhely–Slovenské Nové Mesto) , železniční zastávka s názvem Olaszliszka-Tolcsva je na sever od obce v katastru obce Vámosújfalu. Na jih je zastávka Erdőbénye v obci Szegilong.

## Obyvatelstvo
Národnostní složení:
- 2011 : 80% Maďaři, 20% Cikáni/Romové, 0,2% Rusíni.[5]

Počet stálých obyvatel:
- 2013 : 1737
- 2014 : 1723
- 2015 : 1684

## Známé osobnosti
- Herman Friedländer, místní rabbi[2]
- Tibor Csiky (1932 – 1989), sochař
- László Varkoly (* 1960), umělec